# Pilar del Castillo Vera

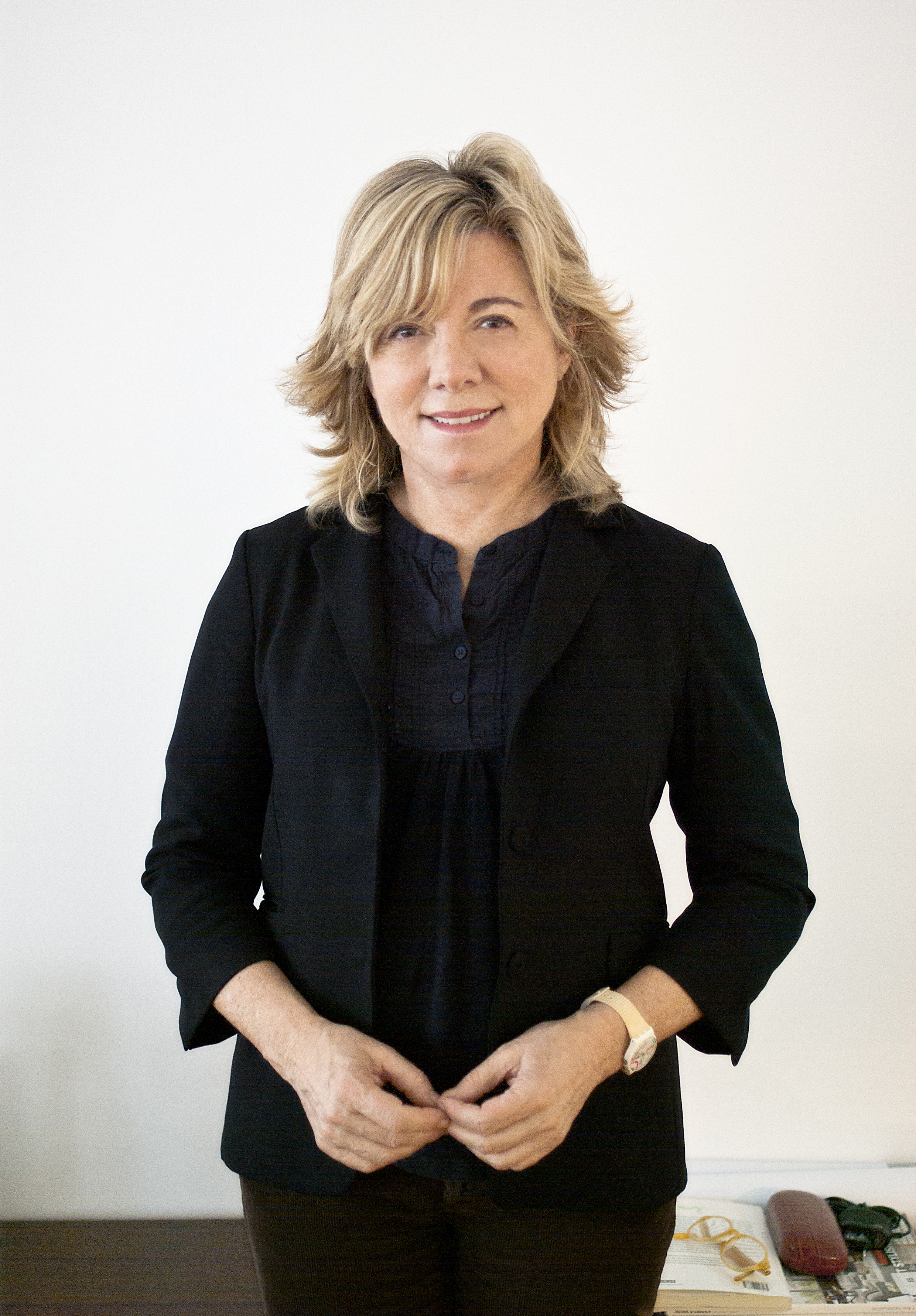
Pilar del Castillo Vera (2014)

María Pilar del Castillo Vera (* 31. Juli 1952 in Nador, Marokko) ist eine spanische Politikerin der konservativen Partei PP und Mitglied des Europäischen Parlaments.

## Leben
Del Castillo studierte Rechtswissenschaften an der Universität Complutense in Madrid, wo sie 1974 ihren Abschluss machte. Danach war sie von 1981 bis 1982 Fulbright-Stipendiatin an der Ohio State University, wo sie einen Master in Politikwissenschaft ablegte. 1983 promovierte sie in Madrid in Rechtswissenschaft.
Ab 1986 war sie an der spanischen Staatlichen Fernuniversität Professorin für Verfassungsrecht, ab 1994 nahm sie einen Lehrstuhl in Politikwissenschaft ein. Von 1995 bis 1996 war del Castillo Herausgeberin der Zeitschrift Nueva Revista de Política, Cultura y Arte. 1996 bis 2000 leitete sie das spanische staatliche Meinungsforschungsinstitut Centro de Investigaciones Sociológicas.
Im Jahr 2000 wurde sie als eine von nur drei Frauen in das zweite Kabinett unter José María Aznar (PP) ernannt und hatte das Amt der Ministerin für Bildung, Kultur und Sport inne. Bei den Parlamentswahlen im März 2004, bei der die PP insgesamt eine Niederlage erfuhr, wurde sie für die Provinz Granada in das spanische Abgeordnetenhaus gewählt. Sie verzichtete jedoch bereits wenige Monate später wieder auf ihr Mandat, nachdem sie bei der Europawahl im Juni 2004 in das Europäische Parlament gewählt worden war, dem sie seitdem angehört. Sie gehört der Fraktion der Europäischen Volkspartei an und wurde Mitglied im Ausschuss für Industrie, Forschung und Energie.
Sie ist in der 10. Legislaturperiode (2024–2029) erneut Mitglied im Ausschuss für Industrie, Forschung und Energie sowie stellvertretendes Mitglied im Ausschuss für Kultur und Bildung und im Ausschuss für Binnenmarkt und Verbraucherschutz.
Del Castillo hat mehrere Bücher veröffentlicht, unter anderem über Wählerverhalten und über die Finanzierung politischer Parteien. Sie ist verheiratet und hat zwei Kinder.